# Municipio de Kill Creek
El municipio de Kill Creek (en inglés: Kill Creek Township) es un municipio ubicado en el condado de Osborne en el estado estadounidense de Kansas. En el año 2010 tenía una población de 17 habitantes y una densidad poblacional de 0,18 personas por km².

## Geografía
El municipio de Kill Creek se encuentra ubicado en las coordenadas 39°21′0″N 98°52′53″O / 39.35000, -98.88139. Según la Oficina del Censo de los Estados Unidos, el municipio tiene una superficie total de 93.38 km², de la cual 93,19 km² corresponden a tierra firme y (0,2 %) 0,19 km² es agua.

## Demografía
Según el censo de 2010, había 17 personas residiendo en el municipio de Kill Creek. La densidad de población era de 0,18 hab./km². De los 17 habitantes, el municipio de Kill Creek estaba compuesto por el 100 % blancos. Del total de la población el 0 % eran hispanos o latinos de cualquier raza.